# Banzkow
Banzkow es un municipio situado en el distrito de Ludwigslust-Parchim, en el estado federado de Mecklemburgo-Pomerania Occidental (Alemania), a una altitud de 38 metros. Su población a finales de 2016 era de 2736 habs. y su densidad poblacional, 52 hab/km².

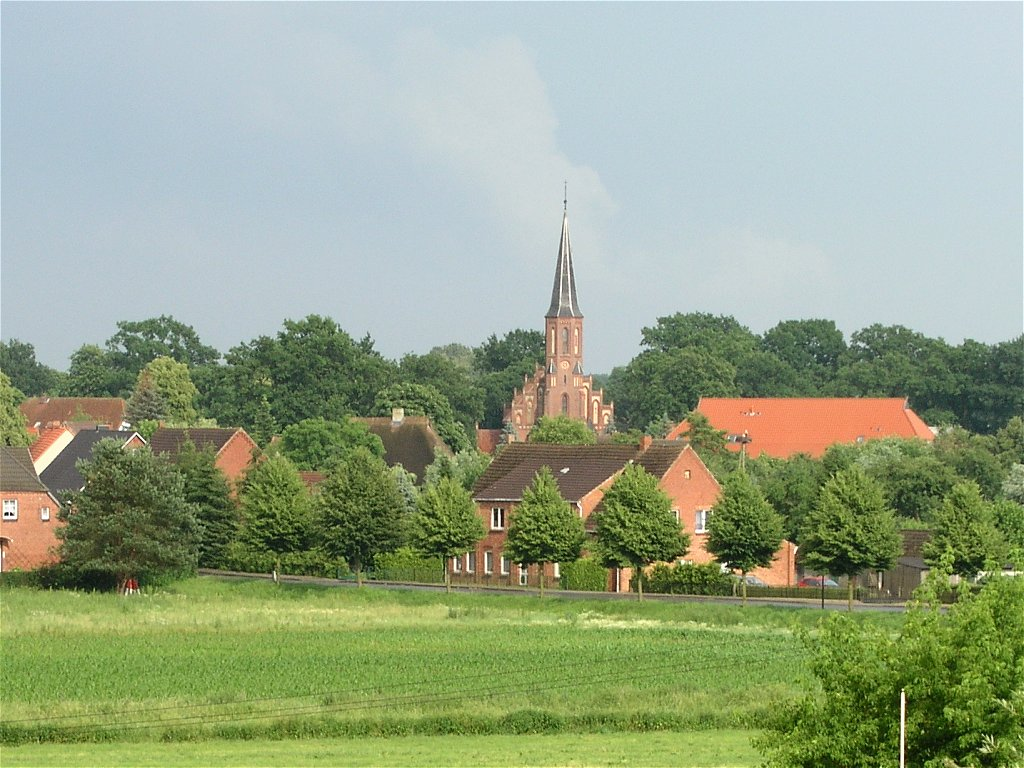